# Pampin
Pampin ist ein Ortsteil der Gemeinde Ziegendorf im Landkreis Ludwigslust-Parchim in Mecklenburg-Vorpommern. Der Ort gehört dem Amt Parchimer Umland an. Bis zu seiner Umgliederung in die Gemeinde Ziegendorf am 1. August 1992 gehörte Pampin zur Gemeinde Berge im damaligen Landkreis Perleberg in Brandenburg.

## Lage
Pampin liegt 18 Kilometer südlich von Parchim an einem südlichen Ausläufer der Ruhner Berge. Im Süden und Osten grenzt Pampin unmittelbar an das Land Brandenburg. Umliegende Ortschaften sind Drefahl im Norden, die brandenburgischen Dörfer Muggerkuhl im Osten und Grenzheim im Südosten, Platschow im Südwesten, Brunow im Westen sowie Bauerkuhl im Nordwesten.
Pampin liegt an der Landesstraße 82 und der dort abzweigenden Landesstraße 84.

## Geschichte
Pampin wurde im Jahr 1410 in einem Lehnsbrief erstmals urkundlich erwähnt. Das Dorf war historisch landwirtschaftlich geprägt.
Seit 1952 gehörte Pampin zum Kreis Perleberg im DDR-Bezirk Schwerin. Am 1. Mai 1973 wurden Pampin und die Nachbargemeinden Platschow und Grenzheim nach Berge eingemeindet. Nach der Wende kam der Ort zum Land Brandenburg und lag dort im Landkreis Perleberg. Zum 1. August 1992 wurden die Ortsteile Pampin und Platschow in die Gemeinde Ziegendorf umgegliedert, damit war gleichzeitig ein Wechsel in den Kreis Parchim in Mecklenburg-Vorpommern verbunden.
Von 1994 bis zum 4. September 2011 gehörte Pampin zum Landkreis Parchim, seitdem liegt der Ort im Landkreis Ludwigslust-Parchim. Pampin gehört dem zum 1. Juli 2004 neu gebildeten Amt Parchimer Umland an.

## Sehenswürdigkeiten

### Baudenkmale
In der Liste der Baudenkmale in Ziegendorf sind für Pampin   vier Baudenkmale aufgeführt:
- Bauernhaus und Scheune (Dorfring 2)
- Bauernhaus (Dorfring 10)
- Wegweiser
- Bauernhaus (Zum Wald 1)